# Трентор
Трентор — назва планети з серії романів Айзека Азімова  Фундація та науково-фантастичних повістей про Галактичну імперію.
Вперше Трантор згадується в 1940-х, коли серія про Фундацію виходить друком (у вигляді оповідань). Азімов описує Трантор як центр галактики. Трентор переживає різні часи від свого розвитку до абсолютного розквіту, коли він являє собою планету суцільно вкриту бетоном та металом (екуменополіс), який у вигляді переплетених будівель і транспортних тунелей переплелись на багато кілометрів чи то вглиб планети чи то в небо, і з єдиним зеленим клаптиком — імператорським садом, до часів занепаду, коли він перетворюється на сільськогосподарську планету, в якої основною статтею експорту є метал від руїн хмарочосів.

## Адміністративний поділ
Планета Трантор поділялася на понад 800 секторів. В романах Прелюдія до Фундації та На шляху до Фундації згадуються такі сектори:
1. Імперський сектор — сектор Трантору, де розміщувався Імператорський сад, палац та Галактична бібліотека. Єдиний із секторів, який не був вкритий під куполами.
2. Стрілінґ — сектор, де розміщувався Стрілінґовський університет, у якому довгий час працював Гарі Селдон.
3. Дахл — один із найбідніших секторів Трантору. Спеціалізацією цього району є виробництво електроенергії з внутрішнього тепла планети. У романі «Прелюдія до Заснування» згадується його район Білліботтон — найбільш криміногенна частина сектора. Відомими людьми із цього сектора є Рейч Селдон, Юго Амариль та Матінка Ритта.
4. Мікоген — невеликий сектор на Транторі, із населенням, приблизно, 2 мільйони за часів Гарі Селдона. Жителі цього сектора є нащадками з космонітської планети Аврора, чим пояснюється релігійність та дивні звичаї його жителів, як депіляція волосся на всьому тілі.
5. Ері
6. Вія
7. Манданов
8. Міллімару
9. Зіггорет
10. Північний Даміано
11. Невраск

## Вплив на масову культуру
1. ↑  (not translated to en-us) Prelude to Foundation — United States: (untranslated), 1988.